# Scorpiurium cucullatum
Scorpiurium cucullatum är en bladmossart som beskrevs av Lars Hedenäs 1996. Scorpiurium cucullatum ingår i släktet Scorpiurium och familjen Brachytheciaceae. Inga underarter finns listade i Catalogue of Life.